# 美人局
美人局、奸囮（つつもたせ、英語: badger game）とは、男女が共謀して行う恐喝または詐欺行為の一種である。
「筒持たせ（つつもたせ）」とも表記する。妻（女）が「かも」になる男性を誘って姦通し、性行為の最中または終わった途端に夫（男）が現れて、妻（女）と関係したことに因縁をつけ、金銭を脅し取ったり暴行を加えることを指す。夫婦関係にない男女が同等の行為を行った場合も類推してこの名称で呼ばれることがある。
なお、マッチングアプリやSNSでは相手の素性が分からないため、必ずしも女性を用意する必要はない。未成年の女性になりすましてやり取りを重ね、援助交際名目で呼び出したのち「未成年との性行為は犯罪だ」などと脅して金を奪うケースもある。2024年3月、京都市伏見区で男子中学生がSNSを使って女性を装い、18歳の男子大学生を誘い出して「未成年とセックスするの犯罪やぞ。金出せや」などと恫喝・暴行し、現金6万5000円を奪っている。

## 語源
本来は、漢語の「美人局」と日本語の「つつもたせ」は、まったく別の言葉である。
「美人局（つつもたせ）」は、中国の元の時代以降の文献、『金瓶梅』や『紅楼夢』、『笑府』などにもよく登場する犯罪である。娼婦を自分の妾（めかけ）と偽って少年などを欺くことを指す（利用美貌女子設局詐財）。ここで、局とは罠の意。現在の中国語では「桃色敲詐」、「仙人跳」と言う。これを大和言葉（和語）で「つつもたせ」の当て字とした（熟字訓）。江戸時代に作られた『風流滑稽譚』にも、いくつか登場する。しかし、江戸時代の既婚女性はお歯黒をつけるのが原則だったため、実際にはこのような犯罪はほとんど起こらなかったものと思われる。
大和言葉（和語）としての「つつもたせ」は元々「筒持たせ」と書き、「詐欺」や「いんちき」の意味で用いられた言葉である。本来、仕掛けが施してあるサイコロを使った「いかさまとばく」を意味していた。筒はサイコロ博打で使う筒のことで、「細工した筒を使う」という意味からと考えられる。そこから、「二束三文の安物を高く売りつける行為」を指すようになり、さらに「法外な料金で売春させること」を指すようになった。
1688年刊行の『日本永代蔵』に｢筒もたせ｣の名称が登場する。
なお、「つつもたせ」の「つつ」が暴力団員などの使う女性器の隠語であり、標的とする男性に華である女を「もたせ」る（持たせる）ことから、「つつもたせ」となったとする説があるが、これは俗説である。

## 歴史

### 近代以前
姦通が文化的タブーとして扱われた歴史は古く、御成敗式目の第34条にすでに不倫についての罰則規定が見られる。
他人の妻を密懐する罪科の事　右、強奸、和奸を論ぜず、人の妻を懐抱するの輩、所領・半分を召せ被れ、出仕を罷め被る可し。所領・無んば、遠流に処す可き也。女の所領・同じく之を召せ被る可し。所領・無んば、又、之を配流せ被る可き也。
男女とも所領半分没収（なければ遠流）の上、男は公務罷免と、武家の家門にとって致命的な処罰が規定されている。したがって、武家社会においては美人局が恐ろしい罠（ハニートラップ）として知られていた。

### 現代
日本では、ネカマやなりすましのケースを含め、特にマッチングアプリ・出会い系サイト・SNSなどオンライン経由で知り合った人との美人局（デジタル美人局）が問題になっている。2024年2月に大阪府のビルで男子大学生が転落死した事件では、男子大学生はSNSで知り合った中学生の男女から逃走する際にビルから転落して死亡した。また、2023年7月の法改正により「不同意性交罪」が設置されたものの、普通の性行為自体は密室でするのが基本という特性上、法律が美人局・示談金ビジネスの温床になりかねないと注意喚起する者もいる。

## パターン
現代における美人局の典型的なパターンは、出会い系サイトなどのSNSで知り合った女性から部屋に誘われ、衣服を脱ぎ性行為を行おうとしたときに、仲間の男が登場し「ワイのかあちゃんに何さらすんねん」といった言辞で脅しをかけるといったものである。この他、女と会う約束をして実際に行ってみると屈強な男がおり金品を巻き上げる、ラブホテルに入っていく所を写真に撮られ、後日家族や会社に曝露したり警察に通報するなどと脅迫するといったケースもある。
未成年の触法少年がSNSやマッチングアプリ経由で行うこともある。2024年3月、大阪ミナミで中学生グループがSNSを通して知り合った男子大学生に「会いたい。ホテル代だけ持ってきて」とメッセージを送信し雑居ビルの階段部分に誘い出した。そこで「俺の彼女になに手出そうとしてんねん」として、金品を要求した。恐れをなした男子大学生は逃走を図ろうと、同ビルの6～7階から隣の4階建ての隣のビルの屋上に飛び降り、階下に逃れようとして地面に転落し死亡した。大阪府警は同月、中学3年生の少年を強盗致死の疑いで逮捕し、2年生の少年を児童相談所に通告した。同年5月8日に、家裁送致された15歳の少年について、大阪家裁は「非行はない」と判断し、保護処分に付さないと決定した。。